# 阮升基
阮升基（?—?），字亨举，號昉岩，福建羅源人，清朝政治人物。同進士出身。
乾隆五十五年（1790年）庚戌恩科進士。乾隆五十六年（1791年）接替李位東。擔任江蘇宜興縣知縣。后由牛兆金接任。